# Witwenverbrennung

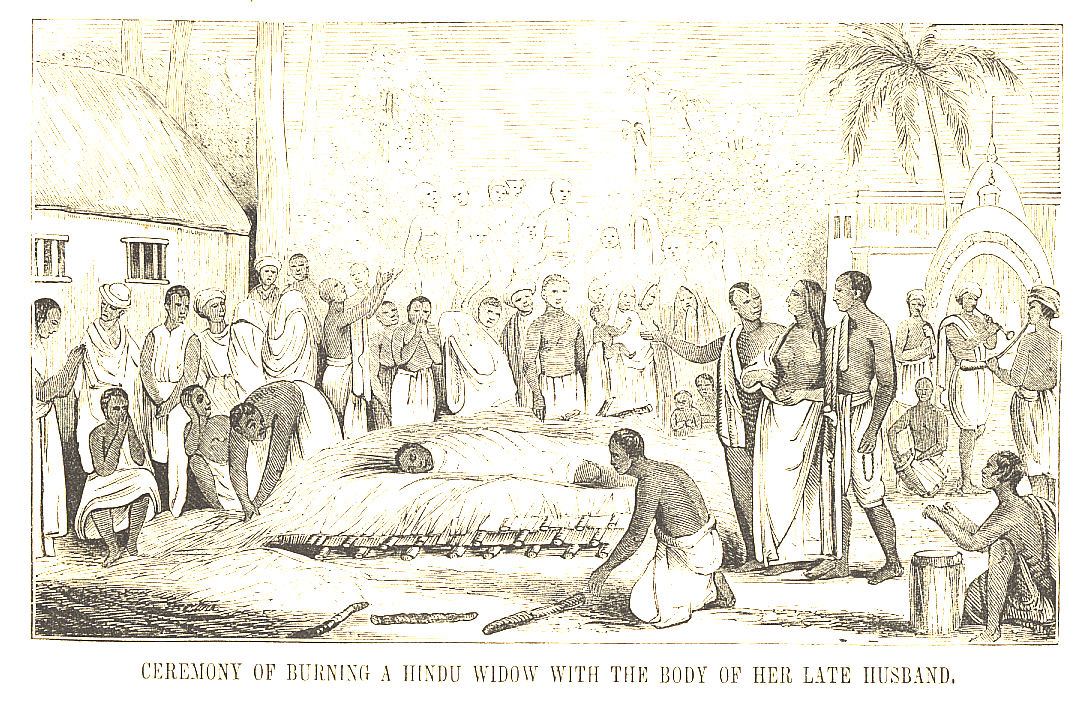
Darstellung einer Witwenverbrennung im 19. Jahrhundert

Witwenverbrennung, auch Sati genannt, ist ein Femizid in hinduistischen Religionsgemeinschaften, bei dem lebendige Frauen verbrannt werden. Witwenverbrennungen sind eine Form der Totenfolge. Am häufigsten waren Witwenverbrennungen in Indien, es gab sie aber auch auf Bali und in Nepal.
Bei einer Witwenverbrennung in Indien wird eine Witwe zusammen mit dem Leichnam ihres Ehemanns auf dessen Scheiterhaufen verbrannt. Einige der auf diese Weise verbrannten Witwen wurden nach ihrem Tod als "Sati" hoch geehrt und teilweise göttlich verehrt; ihre Familien erlangten hohes Ansehen. 
Ursprünglich töteten sich auf diese Weise Frauen der im Kampf gefallenen Männer aus Fürstenfamilien, möglicherweise, um nicht den Feinden in die Hände zu fallen. Die Witwenverbrennung, zunächst als Selbsttötung gedacht, wurde jedoch im Laufe der Zeit in vielen Bevölkerungskreisen eingefordert. Besonders häufig war die Witwenverbrennung bei den Kshatriya-Kasten, wie zum Beispiel den Rajputen in Nordindien, wo sie bis heute noch vorkommt.

## Etymologie
Die Bezeichnung Sati stammt aus dem Sanskrit. Es handelt sich um die feminine Ableitung zur Partizipialform „sat“, die „seiend“ oder „wahr“ bedeutet und etwas moralisch Gutes bezeichnet. Demnach ist „sati“ eine „gute Frau“. Da eine gute Frau im klassischen hinduistischen Verständnis ihrem Mann treu ergeben ist, bedeutet „sati“ auch „treue Frau“. Weil im Hinduismus ein Mensch erst nach der Einäscherung als tot gilt, können „sati“ und Witwe auch als sich ausschließende Kategorien betrachtet werden – bis zur Verbrennung handelt es sich nicht um eine Witwe, sondern weiterhin um die Ehefrau.
Sati ist auch der Name der Göttin Sati.

## Ablauf

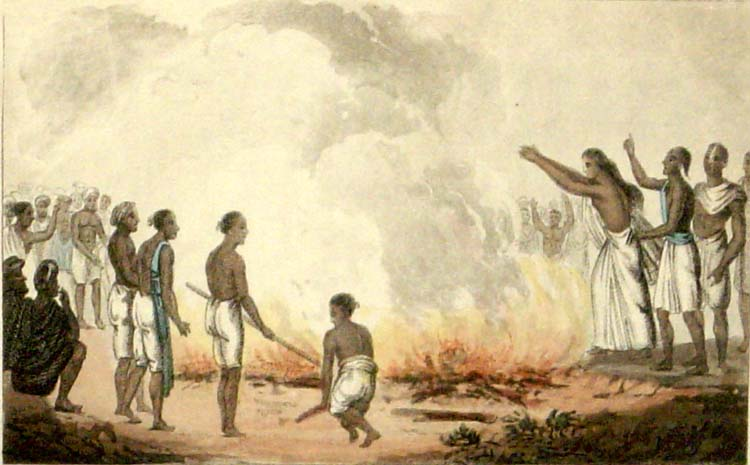
Englische Darstellung einer in den Tod gehenden Witwe

Wenn ein Mann gestorben ist, wird seine Leiche binnen eines Tages verbrannt. Die Witwe muss sich also kurz nach dem Verlust des Ehemannes für die Witwenverbrennung entscheiden, um zu einer religiös legitimierten Sati zu werden und eine schnelle Wiederaufnahme der Ehe nach dem Tod zu ermöglichen. Die fortbestehende Bindung wird dadurch symbolisiert, dass die Frau bis zuletzt wie eine Ehefrau und nicht wie eine Witwe behandelt wird.
Nach der Entscheidung wurde früher eine aufwändige Zeremonie vorbereitet, die sich je nach Region unterschied, bei der aber stets Priester beteiligt waren. Außerdem waren begleitende Musikanten, geschmückte Gewänder sowie Geschenke üblich. Die Witwe starb meistens durch Verbrennung auf dem Scheiterhaufen. Selten war das Lebendigbegraben. Zudem kam es auch zu Tötungen durch Einsatz von Waffen oder Gewalt, falls sich das Opfer gegen die Verbrennung wehrte und flüchtete.
Die Witwe saß auf dem Scheiterhaufen mit der Leiche des Mannes, und der älteste Sohn oder der nächste männliche Verwandte entzündete das Feuer.
Mittel, um eine Flucht der Witwe aufgrund von Todesangst zu verhindern, waren das Verschütten mit großen Holzstücken oder das Niederhalten mit langen Bambusstäben. Eine erweiterte Form, die in Zentralindien verbreitet war, ist die Errichtung einer hüttenartigen Konstruktion auf dem Scheiterhaufen. Der Eingang wurde mit Holz verschlossen und verbarrikadiert und die mit weiterem Holz beschwerte Hütte kurz nach Entzündung des Feuers zum Einsturz gebracht. Im Süden Indiens gab es noch eine weitere Methode, bei der eine Grube ausgehoben wurde. Ein Vorhang versperrte der Witwe den Anblick des Feuers, bis sie schließlich selbst hineinsprang oder hineingeworfen wurde. Meist wurden dann schwere Holzklötze und leicht brennbares Material auf das Opfer geworfen.
Sobald die Frau das Bewusstsein verlor, wurde die Verbrennung unter Gesängen und religiösen Ritualen zu Ende gebracht.

## Geschichte

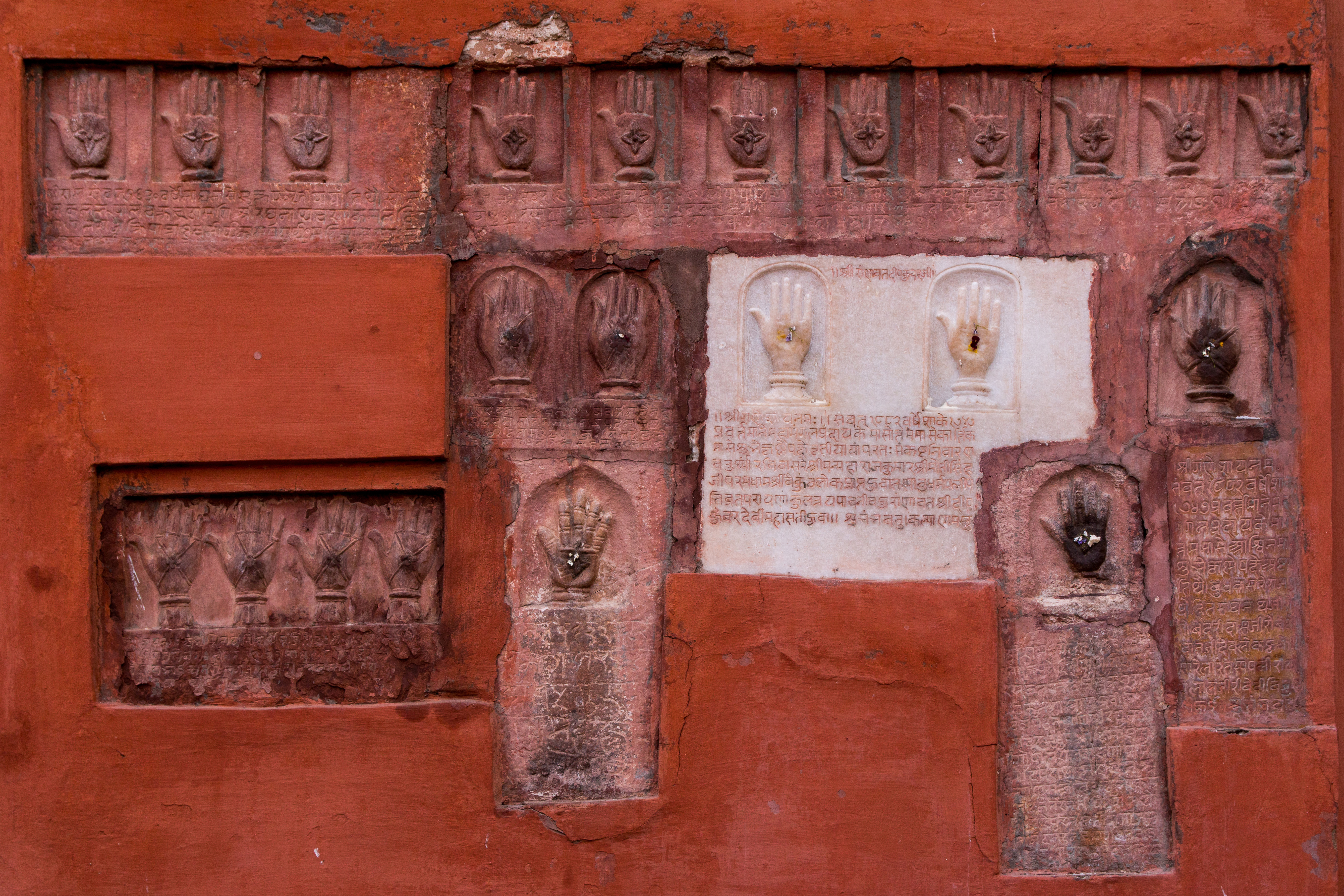
Sati-Steine, Handabdrücke königlicher Satis, Festung Junagarh in Bikaner, Rajasthan

Im 1. Jahrhundert vor Christus berichtet der Historiker Diodor von einem gefallenen indischen Heerführer namens Keteus. Beide Witwen von Keteus verbrannten mit der Leiche ihres Mannes auf dem Scheiterhaufen. Auch andere antike griechisch-römische Autoren beschreiben die Witwenverbrennung. Sie war vor allem in der kriegerischen Elite verbreitet.
Zwischen 700 und 1100 wurden die Witwenverbrennungen in Nordindien immer häufiger, besonders in Kaschmir und in adligen Familien. Der indische Historiker Kalhana beschreibt in seinem Werk Rajatarangini Fälle, bei denen auch Konkubinen nach dem Tod ihres Lebensgefährten verbrannten. Das Prinzip wurde auch auf nahe weibliche Verwandte wie Mütter, Schwestern, Schwägerinnen und sogar Bedienstete ausgedehnt. Das Geschichtswerk erwähnt zahlreiche Fälle von Witwenverbrennungen. Archäologisch lässt sich diese Entwicklung anhand von Gedenksteinen, den „Sati-Steinen“, nachweisen. Sie zeigen meist den erhobenen rechten Arm mit einem Armreif, der die verheiratete Frau symbolisiert. Auch unter Brahmanen wurde die Witwenverbrennung zunehmend beliebt. Die Witwenverbrennung war im Hinduismus hoch angesehen, aber keine Pflicht. Sie beschränkte sich meist auf bestimmte Regionen und Gesellschaftsschichten.
Aus dem Mittelalter stammen Berichte muslimischer Autoren, die nach der Eroberung Indiens durch die Moslems ins Land kamen. Der Berber Ibn Battuta, der im 14. Jahrhundert Indien bereiste, berichtet von Witwenverbrennungen. Ibn Battuta schreibt, dass Witwenverbrennungen in muslimischen Gebieten Indiens der Erlaubnis des Sultans bedurften, und dass die Witwenverbrennung bei den Indern als lobenswerte, aber nicht zwingende Tat galt; allerdings galt die Witwe als untreu, wenn sie nicht verbrannte.
Martin Wintergerst, der um 1700 in Indien war, schrieb, er habe gehört, das Witwenverbrennen habe seine Ursache im Mord an Männern durch ihre Ehefrauen wenige Monate nach der Hochzeit. Um solche Morde zu verhindern, sei die Witwenverbrennung eingeführt worden.
Ab Ende des 16. Jahrhunderts breitete sich die Witwenverbrennung im Raum von Rajasthan stark aus und wurde bei den Rajputen immer häufiger. Nach dem Tod eines Königs oder hohen Adligen folgten kinderlose und für Amtstätigkeiten entbehrliche Witwen fast stets ihren Männern. Verpflichtend war es jedoch nicht, die überlebenden Frauen erhielten beispielsweise weiter Lehen. Europäische Reisende berichteten von Witwenverbrennungen, die sie selbst erlebt hatten. Ende des 18. Jahrhunderts war die Witwenverbrennung bereits so weit verbreitet, dass sie zumindest in Königshäusern verpflichtend war. Sie war zur kollektiven Erfahrung geworden, so dass jeder Mensch von einer Witwenverbrennung gehört und sie wahrscheinlich sogar miterlebt hatte. Es gab jedoch auch Gegenstimmen, die ein Leben in Keuschheit für wichtiger erachteten als die Witwenverbrennung.
Zur Zeit der britischen Herrschaft versuchten die englischen Kolonialherren, nach anfänglicher Gleichgültigkeit, die Witwenverbrennung zu reglementieren. Dazu wurden großflächig Einzelfälle dokumentiert und Statistiken erstellt. In der Präsidentschaft Bengalen ergab sich aus der Sterberate, Bevölkerungszahl und der Dunkelziffer ein statistischer Durchschnitt von einer verbrannten Witwe auf 430 Witwen. In einem Ort mit 5000 Einwohnern fand somit alle 20 Jahre eine Verbrennung statt. Die regionalen Unterschiede waren beträchtlich. Die Ablehnung der Witwenverbrennung durch die Europäer führte 1829/1830 zum Verbot der Verbrennungen in der britischen Kolonie, das von der Bewegung um den Hindu-Reformer Ram Mohan Roy durchgesetzt wurde. Schon die beobachtende Teilnahme konnte strafbar sein. Witwenverbrennungen wurden in der Folge immer seltener, und bei Bekanntwerden wurde in der Presse ausführlich berichtet. In der Stadt Jodhpur in Rajasthan verbrannte 1953 die letzte Sati aus dem Königshaus.
In Nepal wurde die Witwenverbrennung 1920 verboten.

## Witwenverbrennung heute
In vereinzelten Fällen kommt es immer noch zu Verbrennungen. Ein bekannter Fall ist Roop Kanwar, eine achtzehnjährige Witwe, die in Rajasthan 1987 auf dem Scheiterhaufen ihres Mannes verbrannte. Die Verbrennung wurde von tausenden Zuschauern verfolgt und in aller Welt durch Medien und Wissenschaft rezipiert. Es ist strittig, ob sie mit oder ohne Zwang auf den Scheiterhaufen gelangte. Tausende Anhänger der Witwenverbrennung pilgerten anschließend zu dem Ort. Der Tod von Roop Kanwar führte zu heftigen öffentlichen Auseinandersetzungen und einer weiteren Verschärfung des Verbots der Witwenverbrennung.
Vollständig unterbunden werden konnte die Witwenverbrennung jedoch nicht, Einzelfälle werden weiterhin bekannt. Aufgrund der Illegalität und der teilweise existenten gesellschaftlichen Akzeptanz wird von einer hohen Dunkelziffer ausgegangen. Geschätzte Zahlenangaben gehen von 40 Fällen im Zeitrahmen von 1947 bis 1999 aus, davon 28 in Rajasthan, möglicherweise sind es noch mehr. Von einer Steigerung der Zahlen in den letzten Jahrzehnten wird nicht ausgegangen.
Fälle seit Roop Kanwar sind:
- Am 11. November 1999 verbrannte im nordindischen Dorf Satpura die 55-jährige Bäuerin Charan Shah auf dem Scheiterhaufen ihres Mannes.[15]
- Am 7. August 2002 starb die 65-jährige Kuttu Bai als Sati auf dem Scheiterhaufen ihres verstorbenen Mannes in dem Dorf Patna Tamoli, Distrikt Panna, Madhya Pradesh.[16][17]
- Am 7. Mai 2005 verbrannte die 75-jährige Witwe Ramkumari, eine Brahmanin aus dem Dorf Banudarhi im Banda Distrikt, im indischen Bundesstaat Uttar Pradesh auf dem Scheiterhaufen ihres am gleichen Tag verstorbenen Ehemannes Jageshwar Tewari. Die Behörden bezeichnen die Tat als Selbstmord. Das Dorf wurde von der Polizei abgeriegelt, um Wallfahrten zu dem Ort zu verhindern.[18]
- Am 18. Mai 2006 verbrannte die 35-jährige Vidyawati im Dorf Rari-Bujurg, Fatehpur, im indischen Bundesstaat Uttar Pradesh.[19]
- Am 21. August 2006 starb die ungefähr 45-jährige Janakrani auf dem Scheiterhaufen ihres verstorbenen Gatten Prem Narayan im Dorf Tuslipar, im indischen Bundesstaat Madhya Pradesh.[20]
- Am 20. September 2006 verbrannte die 95-jährige Karuya Devi auf dem Scheiterhaufen ihres Mannes Siyaram Rajput in dem Dorf Babniyani, Verwaltungsbezirk Gaurihar, im Distrikt Chhatarpur des Bundesstaats Madhya Pradesh. Ihre vier Söhne wurden wegen Mordverdacht festgenommen.[21][22]
- Am 11. Oktober 2008 gelangte die 75 Jahre alte Lalmati Verma auf den bereits brennenden Scheiterhaufen ihres Mannes in Kasdol, Raipur Distrikt, im indischen Bundesstaat Chhattisgarh.[23][24] Sieben Verwandte, darunter ihre drei Söhne, wurden festgenommen, weil sie die Verbrennung nicht verhinderten.[25]
- Am 13. Dezember 2014 gelangte die 70-jährige Gahwa Devi[26] in Parmania, Distrikt Saharsa im indischen Bundesstaat Bihar, 220 km von Patna[27] auf den Scheiterhaufen ihres mit 90 Jahren verstorbenen Ehemannes Ramcharitra Mandal. Dorfbewohner äußerten, dass Gahwa Devi auf den Scheiterhaufen ihres Mannes gelangte, nachdem die Familie gegangen war. Dennoch gibt es keine Zeugen für den Vorfall. Die Angehörigen sagen aus, dass sie zum Scheiterhaufen zurückgekehrt seien, als sie bemerkten, dass Gahwa Devi fehlt. Da sie bereits tot war, hätten sie Holz nachgelegt.[28] Ihr Sohn Ramesh Manda sagte aus, seine Mutter sei aus Kummer nach dem Tod seines Vaters an Herzversagen gestorben und sei anschließend zusammen mit dem Vater verbrannt worden.[29]
- Am 28. März 2015 wurde die 50-jährige Usha Mane in dem Dorf Lohata, Distrikt Latur im indischen Bundesstaat Maharashtra, nahe dem Scheiterhaufen ihres verstorbenen 55-jährigen Ehemanns Tukaram Mane verbrannt aufgefunden. Die Familie sagte aus, dass die Frau am Vorabend, nach dem Tod ihres Mannes, verschwunden sei. Sie hätten ihre Leiche erst am Folgetag, als sie Asche vom Scheiterhaufen holen wollten, gefunden und auf einem zweiten Scheiterhaufen verbrannt. Der Tod wurde als Unfall registriert.[30][31]
- Am 19. November 2018 wurde die 75-jährige Laungshree Devi, Einwohnerin des Dorfes Angautha, im Distrikt Mainpuri, im indischen Bundesstaat Uttar Pradesh, rund 300 km von Lucknow entfernt, von der örtlichen Polizei vom Scheiterhaufen ihres kurz zuvor verstorbenen Ehemannes Gore Lal Shakya gerettet. Ihre Söhne hatten versucht, sie von der Tat abzubringen. Dennoch waren sie im Begriff, den Scheiterhaufen anzuzünden, als die Polizei einschritt.[32]

Laut indischem Gesetz ist heute jede direkte und indirekte Unterstützung der Witwenverbrennung verboten. Auch die traditionelle Verherrlichung solcher Frauen wird geahndet. Jedoch wird dieses Gesetz nicht immer gleichermaßen energisch umgesetzt. Der National Council for Women (NCW) empfiehlt Verbesserungen am Gesetz.
Im offiziellen Narrativ in Indien seit der Unabhängigkeit werden Frauen, die Sati begehen, zunehmend als verrückt bezeichnet, um auf diese Weise die Verehrung zu unterbinden. Witwenverbrennungen werden von der Polizei und den lokalen Behörden häufig als Selbstmord bezeichnet, um die Anschuldigung abzuwenden, dass sie die Verbrennung nicht verhindert haben.
Das Tourismusministerium von Rajasthan veröffentlichte 2005 ein Buch mit dem Titel Popular Deities of Rajasthan, welches aufgrund positiver Aussagen über Witwenverbrennungen kritisiert wurde. Die Tourismusministerin von Rajasthan, Usha Punia, verteidigte die positive Darstellung von Verbrennungen in dem Buch mit der Behauptung, Sati werde heute als eine Quelle der Kraft angesehen.
Aufgrund der andauernden Verehrung der Satis und des touristischen Interesses an Witwenverbrennungen besteht nach Ansicht von Frauenorganisationen immer noch die Gefahr, dass Witwenverbrennungen aus wirtschaftlichen Gründen wieder häufiger werden. Die Verbrennung Roop Kanwars wurde ein kommerzieller Erfolg mit Kanwar-Merchandising, mindestens zwei großen Kanwar-Events und einer Spendensammlung für einen Kanwar-Tempel, bei der innerhalb von drei Monaten 230.000 US-Dollar zusammenkamen. Auch 2019 ist die Verbrennung von Roop Kanwar in Hindukreisen noch populär.

## Gründe
Für die Witwenverbrennung gibt es religiöse, politische, wirtschaftliche und soziale Gründe.

### Soziale Gründe
In manchen Bevölkerungskreisen wurde von Witwen die Selbstverbrennung erwartet. Teilweise wurden die trauernden Witwen durch sozialen Druck zur Selbstverbrennung gebracht und teilweise auch mit Gewalt gezwungen. Der Indologe Axel Michaels sieht die sozialen Gründe im System der Patrilinie, in dem die Witwe an Ansehen und Autorität verliert. Sie hat das Problem der Versorgung, ist rechtlos und vom ältesten Sohn abhängig. Unter Umständen muss sie sich vorwerfen lassen, am Tode des Mannes schuld zu sein. Sie muss keusch und bescheiden leben; trotzdem könnte es ihr drohen, verstoßen zu werden und als Bettlerin oder Prostituierte zu enden.
Hinduistische Witwen werden benachteiligt, da sie sich bereits am Todestag des Mannes den Kopf kahl scheren müssen, nur noch Kleider aus grobem weißem Baumwollstoff tragen und weder Fleisch essen noch an Festen teilnehmen dürfen. Viele mittellose, von der Familie verstoßene hinduistische Witwen gehen in die Stadt Vrindavan, um dort bettelnd den Rest ihres Lebens zu verbringen. 1889 gründete Pandita Ramabai die Mukti Mission („mukti“, Marathi = „Befreiung“) in der Nähe von Pune im indischen Bundesstaat Maharashtra als Refugium für junge Witwen, die von ihren Familien zurückgesetzt werden. In der Mukti Mission fanden zeitweise über 3000 junge Witwen Aufnahme.
Diese schlechte Situation wird ebenfalls dafür verantwortlich gemacht, dass Witwen in den Selbstmord getrieben werden.

### Wirtschaftliche Gründe
Der britische Kolonialbeamte, Historiker und Rassismusforscher Philip Mason schreibt, zwischen dem 17. und 19. Jahrhundert seien im kolonialen Bengalen besonders viele Witwenverbrennungen durchgeführt worden. Nach einer Statistik der britischen Kolonialbehörden wurden dort im Jahr 1824 fast 600 Frauen verbrannt. In neun von zehn Fällen seien die Frauen zur Verbrennung gezwungen worden, weil in Bengalen die Witwen erbberechtigt waren. Laut Mason wurden die Opfer am Leichnam ihres Mannes festgebunden, Männer mit großen Stöcken bewachten den Scheiterhaufen, für den Fall, dass sich das verletzte Opfer noch einmal befreien konnte.
Auch heute ist es für die Schwiegerfamilie wirtschaftlich von Vorteil, wenn die Witwe verbrennt, statt zu ihrer Familie zurückzukehren, weil sie bei der Rückkehr ihre Mitgift wieder mitnehmen kann. Bei der Verbrennung bleibt die Mitgift hingegen im Besitz der Schwiegerfamilie.
Witwenverbrennungen bringen heute noch wirtschaftliche Vorteile für die Familie und den Wohnort beziehungsweise den Sterbeort des Opfers mit sich.

### Politische Gründe
In der Kolonialzeit beinhalteten die Witwenverbrennungen auch eine politische Komponente. Sie symbolisierten auch Widerstand gegen die Kolonialregierung.

### Religiöse Gründe
Satimatas sind Witwen, die als Sati verbrannt sind. Satimatas werden insbesondere in der Region Rajasthan als lokale Göttinnen verehrt.
Im Verständnis des Hinduismus lebt eine Frau, bevor sie Sati wird, zunächst als „pativrata“ in treuer Hingabe zu ihrem Mann. Eine Pativrata hat gelobt („vrat“), ihren Ehemann zu schützen („pati“). Krankheit und Tod des Ehemannes können somit als Schuld der Frau gedeutet werden, die ihrer Aufgabe nicht gut nachgekommen ist. Diesem Schuldvorwurf kann eine Witwe entgehen, wenn sie als Sati verbrennt. Dadurch wird sie von der Pativrata zur „sativrata“, also einer guten Frau, die das Gelübde auf sich nimmt, dem Mann in den Tod zu folgen. Es wird angenommen, dass sich nur Frauen dazu entschließen können, die ihren Mann während der Ehe verehrt haben. So kann sie rückwirkend anderen und sich selbst gegenüber beweisen, dass sie eine gute Ehefrau gewesen ist. In der Zeit zwischen Entschluss und Tod wird der Frau eine besondere Verehrung zuteil, da ihr durch die Selbstmordabsichten besondere Kräfte zugeschrieben werden. Sie kann Flüche aussprechen und bestimmte Handlungen verbieten. Die Verehrung als Satimata beginnt also schon vor der Verbrennung.
Mit dem Tod verwandelt sich die Sativrata in eine „satimata“, eine gute Mutter („mata“). Nach hinduistischem Verständnis sorgt eine Satimata weiterhin für ihre Familie und im weiteren Sinne auch für die Dorfgemeinschaft, auch wenn sie verbrannt ist. Eine Satimata dient als Pativrata im Jenseits weiterhin ihrem Mann. Dadurch ist sie ein attraktives Verehrungsobjekt für jene, die das moralische Ideal der Patrivrata hochhalten. Diese Beschützerrolle leitet sich daraus ab, dass die Satimata aus hinduistischer Sicht das Gute („sat“) verkörpert. Es gibt die Vorstellung, dass Frauen, die gerade eine Familienkrise erleben, eine Satimata im Traum erscheint. Satimatas tadeln Frauen, die sich nicht an die religiösen Regeln halten, und beschützen diejenigen, die nach einem Leben als Pativrata streben. Der Haushalt einer Patrivrata kann nach hinduistischer Vorstellung bestraft werden, wenn sie die religiösen Verpflichtungen gegenüber der Satimata vernachlässigt. Diese Strafen können abgewendet werden, wenn den Verpflichtungen nachgekommen wird.
Satimatas werden auf vielfältige Weise verehrt, beispielsweise vor dem Aufbruch zu einer großen Reise und nach der Rückkehr, um Respekt gegenüber dem Einflussbereich der jeweiligen lokalen Satimata zu bezeigen. Auch eine neu eingetroffene Ehefrau ruft die lokale Satimata an, weil sie sich davon einen Segen für das Neue verspricht. Regelmäßige Pujas finden selten, je nach Familie an bestimmten Tagen im Jahr statt. Dabei werden Lieder auf die Satimata gesungen.

### Religiöse Schriften

#### Veden
Aus den Veden lässt sich keine Rechtfertigung der Witwenverbrennung ableiten. Ein möglicher Hinweis auf Witwenverbrennungen befindet sich in einem Vers des Rigveda. Der Vers steht im Kontext von Lobpreisungen an Agni, der den Leichnam in einer Feuerbestattung auf rechte Weise zu sich nehmen soll, und Beschreibungen der Leichenfeier. Der Gesang wurde offenbar bei Totenbestattung rezitiert. In ihm werden „Nichtwitwen mit guten Gatten“ aufgefordert, sich gesalbt zum Toten zu gesellen. In der älteren Auslegung wurde hieraus eine Legitimierung zur Witwenverbrennung abgeleitet. Moderne Sanskritforscher und Kritiker der Witwenverbrennung, wie Pandita Ramabai in dem Buch „The High Caste Hindu Woman“, meinen jedoch, dass der Vers zusammen mit dem folgenden Vers betrachtet werden muss, der fordert, dass die Frau sich „zur Welt der Lebenden“ erheben soll. Zudem sollte dieser Abschnitt in Bezug auf den Atharvaveda gelesen werden, in der eine Witwe einen neuen Gatten gewählt und sich zum Toten gelegt hat, um von diesem Nachkommenschaft und Güter zu erhalten. Demnach diente der Kult kinderlosen Witwen dazu, den Sohn des nächsten Mannes als Sohn des Verstorbenen zu legitimieren; so konnten die wichtigen Väteropfer durchgeführt werden. Der vedische Akt des Beilegens ist also symbolisch und soll nicht zum Tod der Witwe führen.

#### Epen
Eindeutige Witwenverbrennungen finden sich im Mahabharata. Es erzählt von vier Frauen des toten Vasudevas, die sich klagend während der Verbrennung auf den Scheiterhaufen werfen. Dies wird für die Frauen positiv bewertet: „All of them attained to those regions of felicity which were his.“ Einige Verse später wird berichtet, wie sich die Kunde des Todes Krishnas in der Hauptstadt des vedischen Großreiches verbreitet. Vier seiner Frauen besteigen den Scheiterhaufen, auf dem sich jedoch kein Körper befindet. Jedoch ist dieser Akt keine „Standardprozedur“. In dem Epos werden verschiedene Fälle von toten Helden berichtet, bei denen sich Witwen nicht das Leben nehmen. Allen voran das gesamte 11. Buch, in welchem unter anderem eine große Trauerfeier mit vielen gefallenen Helden stattfindet. Hier lässt sich kein Fall einer Sati entdecken.
In dem anderen großen Epos, dem Ramayana, wird in der Ursprungsfassung kein Fall einer Witwenverbrennung erwähnt. Lediglich das später hinzugekommene 6. Buch spricht von Sita, welche vom vorgetäuschten Tod ihres Mannes Rama erfährt und sich daraufhin an die Seite seines Leichnams wünscht, sie will „Rama folgen, wohin er auch geht“.

#### Andere Texte
Eine der ältesten religiösen Legitimationen stammt wahrscheinlich aus dem 1. Jahrhundert n. Chr. und findet sich im Vishnu Smriti. Da heißt es im 20. Kapitel: „he [der Tote] will receive the Srâddha offered to him by his relatives. The dead person and the performer of the Srâddha are sure to benefitted by its performance. […] This is the duty which should be constantly discharged towards a dead person by his kinsmen“. In den folgenden Ausführungen wird klar, dass es sich bei der Verpflichtung, die hier im Text „Srâddha“ genannt wird, um die Selbstverbrennung handelt. Auf das Nichtbefolgen dieser Verpflichtung wird nicht eingegangen, es wird lediglich der Unsinn von Trauer erwähnt.
Das Kamasutra heißt die Witwenverbrennung gut, indem es beschreibt, auf welche Art sich eine Kurtisane wie eine gute Ehefrau verhalten kann. Innerhalb einer langen Aufzählung wird von dieser auch verlangt, dass sie „wünsche, ihn nicht zu überleben“.
Die Puranas enthalten Beispiele von Satis und theologische Richtlinien, wie diese zu bewerten sind. Beispielhaft hierfür das Garuda Purana: Eine Sati wird als „gattentreue Frau, die um das Wohl ihres Mannes besorgt ist“, bezeichnet. Die Verbrennung wird zudem als seelische Reinigung der Witwe (sogar ihrer Verwandtschaft) bezeichnet, bei der die Seele der Frau mit der ihres Gatten verschmilzt. Als Belohnung winkt zudem eine lange Zeit im Paradies, „so viel [Jahre] als der Mensch Körperhärchen hat“. Doch auch hier wird nicht vergessen, diejenigen zu erwähnen, die sich der Verbrennung widersetzen: „Wenn eine Frau sich nicht verbrennen lässt, wenn ihr Gatte im Feuer bestattet wird, so wird sie niemals aus dem Frauenleibe erlöst“, sowie: „Die Törin, die wegen des augenblicklichen Schmerzes der Verbrennung ein solches Glück von sich weist, wird ihr Leben lang vom Feuer des Trennungsschmerzes verzehrt.“

## Parallelen
Auch aus der europäischen Antike sind Fälle überliefert, bei denen sich Frauen selbst verbrannten oder durch Angehörige getötet wurden (Fall von Karthago, Axiothea von Paphos), um nicht den Feinden in die Hände zu fallen.